# 4711

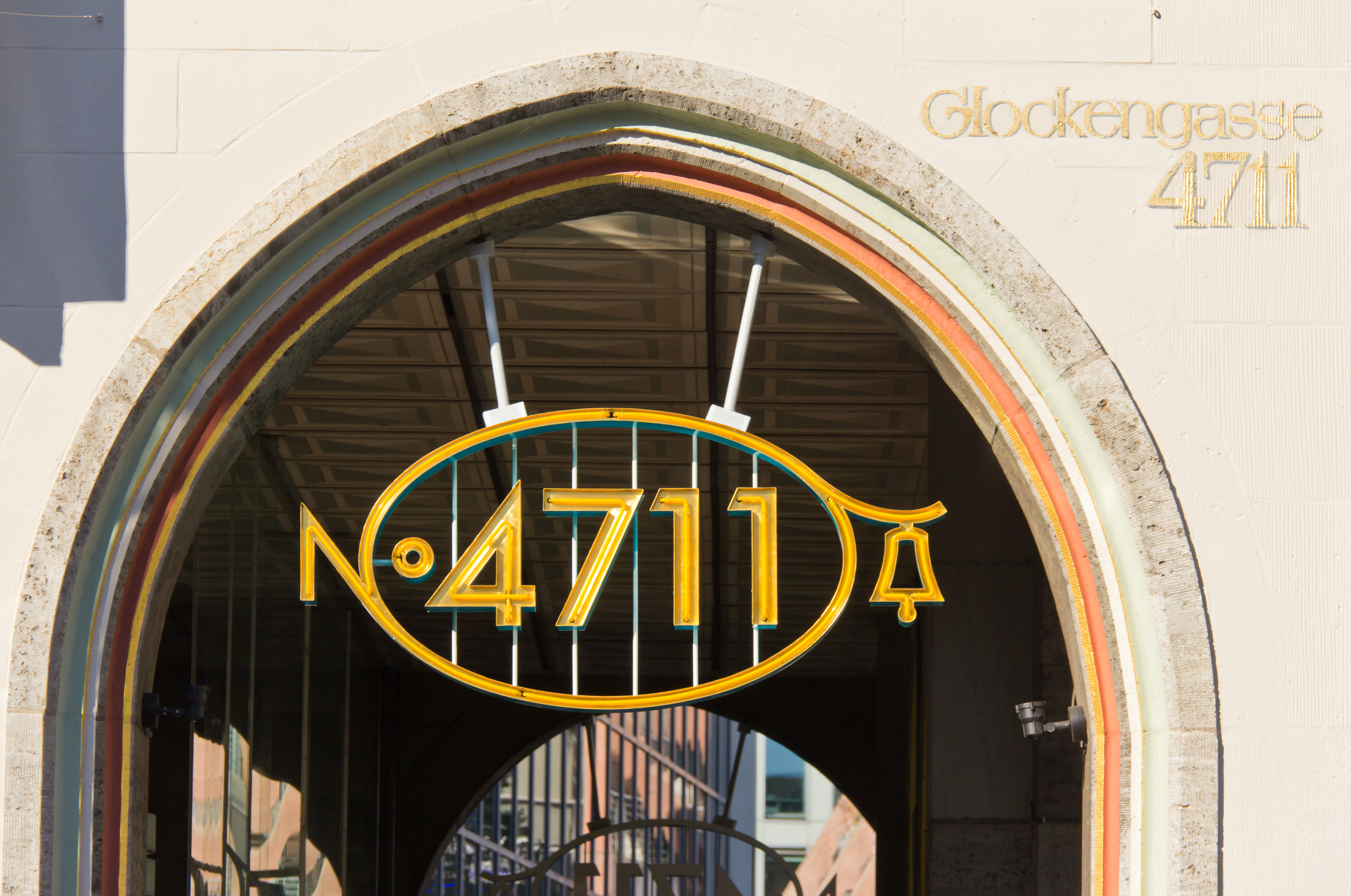
Il logo e numero civico della casa 4711 nella Glockengasse 4, Colonia

4711 è una tradizionale acqua di Colonia prodotta dalla ditta Mäurer & Wirtz GmbH & Co. KG, Solberg. Essendo prodotta a Colonia sin dal 1792, è autorizzata ad utilizzare commercialmente l'indicazione geografica "Original Eau de Cologne". 

## Storia

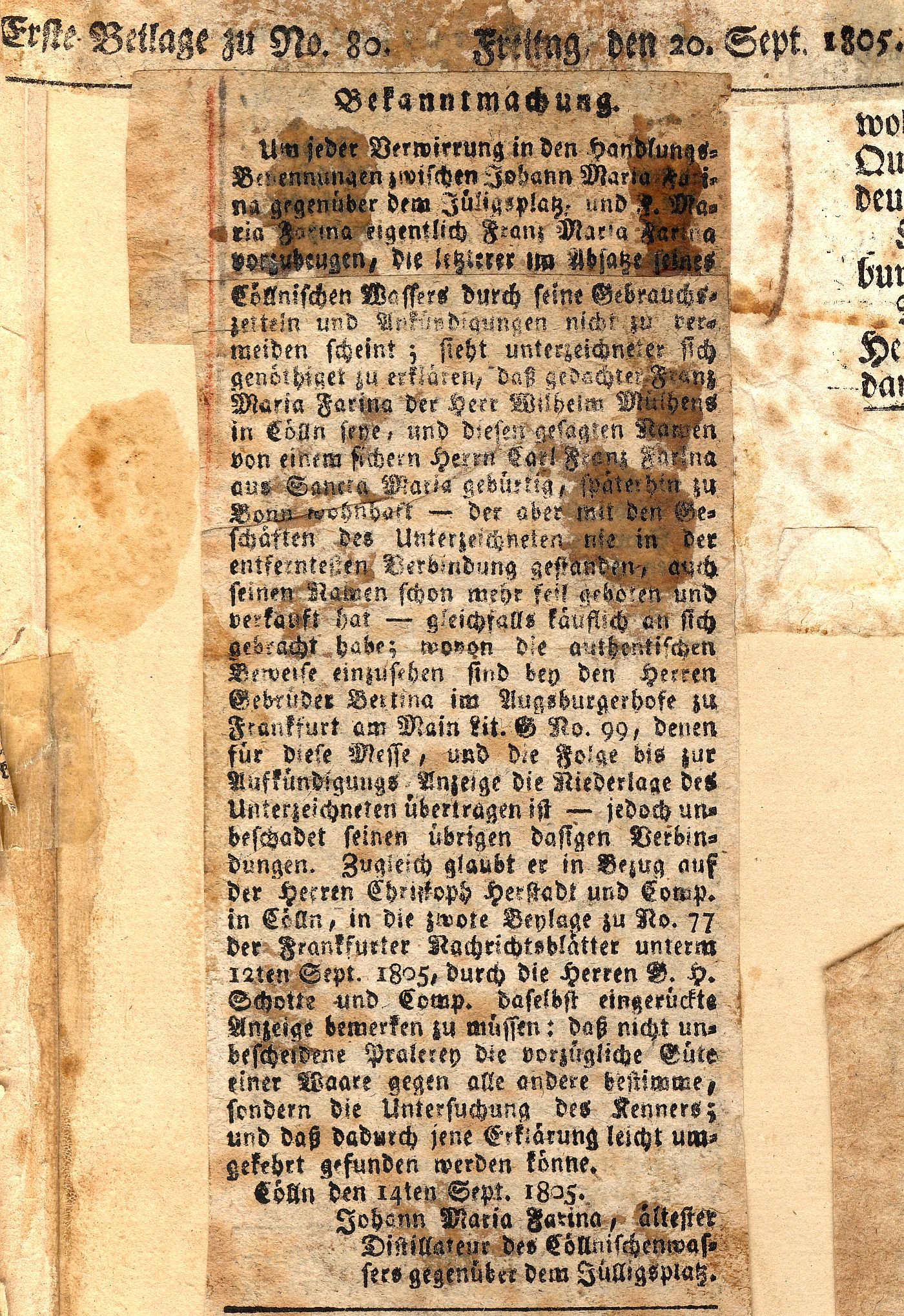
Dichiarazione di Farina a proposito di Mülhens, Frankfurter Nachrichtsblätter 20 settembre 1805

Il 19 agosto 1803 Wilhelm Mülhens acquistò da un certo Carlo Francesco Farina (Santa Maria 05.08.1755 - Düsseldorf 25.09.1830) di Bonna, di origini italiane (che non aveva però nulla a che vedere con la famiglia Farina di Colonia - stirpe dalla quale deriva uno dei maggiori produttori dell'Acqua di Colonia, Johann Maria Farina), il nome ed i relativi diritti. In seguito Mühlens vendette la licenza e tutti i diritti del marchio sotto il nome di Farina circa una trentina di volte.
Nel 1805 la ditta "Farina gegenüber" (propriamente Johann Maria Farina gegenüber dem Jülichs-Platz, "Johann Maria Farina di fronte alla Jülichs-Platz") cercò, per mezzo di un articolo pubblicato sui giornali dell'epoca, di chiarire definitivamente la controversia con la ditta di Wilhelm Mühlens:
Colonia, il 14 settembre 1805. Giovanni Maria Farina di fronte alla Jülichsplatz), il più antico distillatore dell´Acqua di Colonia di fronte alla piazza di Jülich"»
Dal 1804 al 1824 Mühlens vende i diritti del nome "Franz Maria Farina" a più di 25 persone le quali fondano aziende "Farina", ovviamente copie dell´autentica. Eccone alcuni esempi: Schrieffer, Willmann, J.A.von der Bourg, Cleve, Graff, Schülgen, Vend, Gohr, Wolff.
Nel 1832, dopo l'emissione di un verdetto ufficiale del tribunale, Mühlens venne condannato per "utilizzo improprio di nome". Lui e i suoi collaboratori perdettero il diritto di utilizzare il nome "Farina" per i loro affari.
Sempre nel 1832, al fine di continuare la produzione sotto il nome "Farina", Peter Joseph Mühlens, il figlio di Wilhelm Mühlens, si procura un Farina di Mortara e lo assume in qualità di "commesso e sorvegliante della fabbricazione".
Nel 1847 questo Farina di Mortara muore.
Nel 1862 entra in vigore una nuova legge sul nome secondo la quale può venir utilizzato esclusivamente il nome di un socio quale di nome della ditta. Mühlens perde dunque la base per l'utilizzo del nome "Farina".
Nel 1865, al fine di poter continuare ad usare il nome "Farina", Mühlens fece venire a Colonia da Lesmo un lavoratore a giornata, un certo Ludovico Francesco Farina. A questo fece registrare una ditta "Farina". Lui stesso sciolse il 21 ottobre 1865 la sua ditta per farsi intestare tre giorni dopo la ditta "Francesco Maria Farina nella Glockengasse 4711 di fronte alla posta".
Nel 1881 il nipote di Wilhelm, Ferdinand Mülhens fu però obbligato, dopo un'ulteriore sentenza del tribunale, a non usare mai più il nome "Farina". Dovette dunque sciogliere la sua ditta e ne aprì una nuova. Scelse allora il precedente numero civico della sua abitazione (4711) come marchio e nome dell'azienda. Così, in quello stesso anno, il nome della ditta ufficiale di Mühlens divenne "Eau de Cologne & Parfümerie Fabrik Glockengasse № 4711 gegenüber der Pferdepost von Ferd. Mülhens in Köln am Rhein".
1990: la ditta cambia il suo nome in Mülhens GmbH & Co. KG. 1994: la famiglia Mülhens vende l'azienda alla Wella AG di Darmstadt. 1997: la Wella AG, alla quale appartiene anche Mülhens GmbH & Co. KG., si occupa del campo profumiero e cosmetico sotto il nome di Cosmopolitan Cosmetics GmbH. 2003: la Wella AG diviene parte della compagnia statunitense Procter & Gamble, specializzata in cosmetici e prodotti per la pulizia.
Dal luglio 2005 l'azienda profumiera della Cosmopolitan Cosmetics Prestige, Muelhens und Procter & Gamble Prestige Beauté fu riunita alla più grande azienda Procter & Gamble Prestige Products GmbH.
Nell'estate 2006 P&G rese pubblica la propria decisione di separarsi dalla compagnia 4711 (e quindi anche dalle altre tre compagnie figlie, ancora oggi esistenti, Muelhens-Marken Tosca, Sir Irisch Moos und Extase) poiché non riusciva ad allinearsi alla strategia presentata dal gruppo aziendale: concentrarsi su mercati dal potenziale di vendita globale.
Dopo una serie di offerte durata alcuni mesi, le marche e gli immobili nella Glockengasse ad esse appartenenti vennero venduti, nel dicembre 2006, alla compagnia profumiera figlia di Aachen Mäurer + Wirtz, [3]appartenente a sua volta al gruppo Dalli. In questa nuova sede venne prodotta la prima bottiglia 4711 il 23 maggio 2007.

## Il numero civico 4711

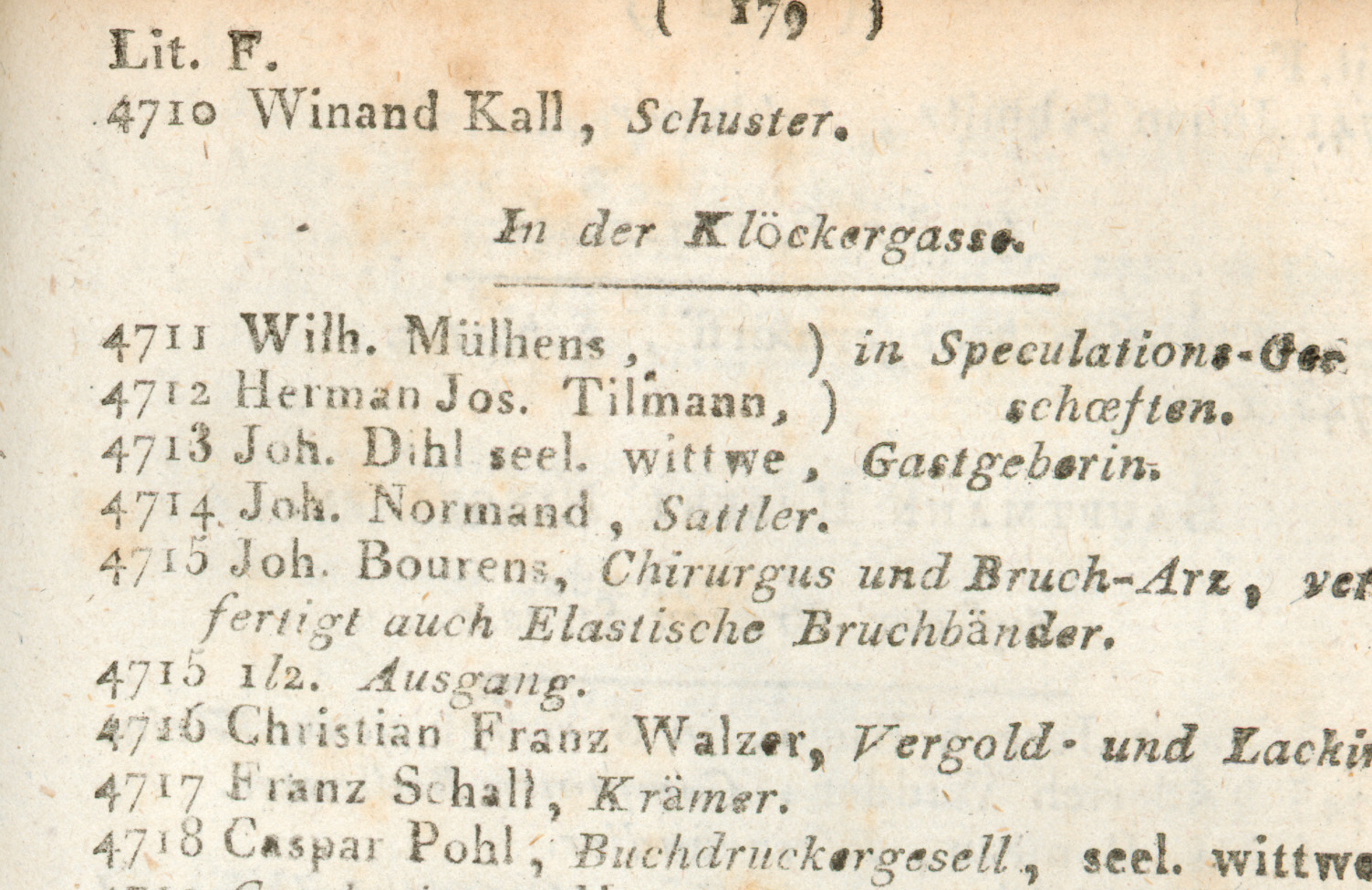
3. Indirizziario di COlonia 1797 pagina 179

Il 3 ottobre 1794, di fronte alle truppe francesi presenti davanti a Colonia, il Consiglio approva la proposta della Commissione di vigilanza, prima ancora dell´attuazione del piano che prevede di porre fine all´intero corpo di vigilanza per la sicurezza [...].
Tutte le case della città, senza differenza alcuna, devono essere numerate ed illuminate. L'illuminazione fu disposta all´istante, la numerazione fu assegnata alle pattuglie.
Il 6 ottobre 1794, i francesi occupano la città. Il 7 ottobre, il consiglio dei 44 decide che
ogni primo cittadino avrebbe dovuto consegnare un elenco di tutti i cittadini residenti e non residenti presenti nella sua area amministrativa entro due giorni e [...] la numerazione delle abitazioni sarà affidata alla commissione di vigilanza, incaricata dunque di portare a compimento l'incarico assegnatole.
Il 20 ottobre 1794 il membro del Consiglio Gottfried von Gall annotò nel suo diario che si stava procedendo già da 8 giorni alla numerazione e denominazione delle abitazioni: "tutte le abitazioni furono numerate e denominate, con ciò continua il lavoro iniziato 8 giorni fa".

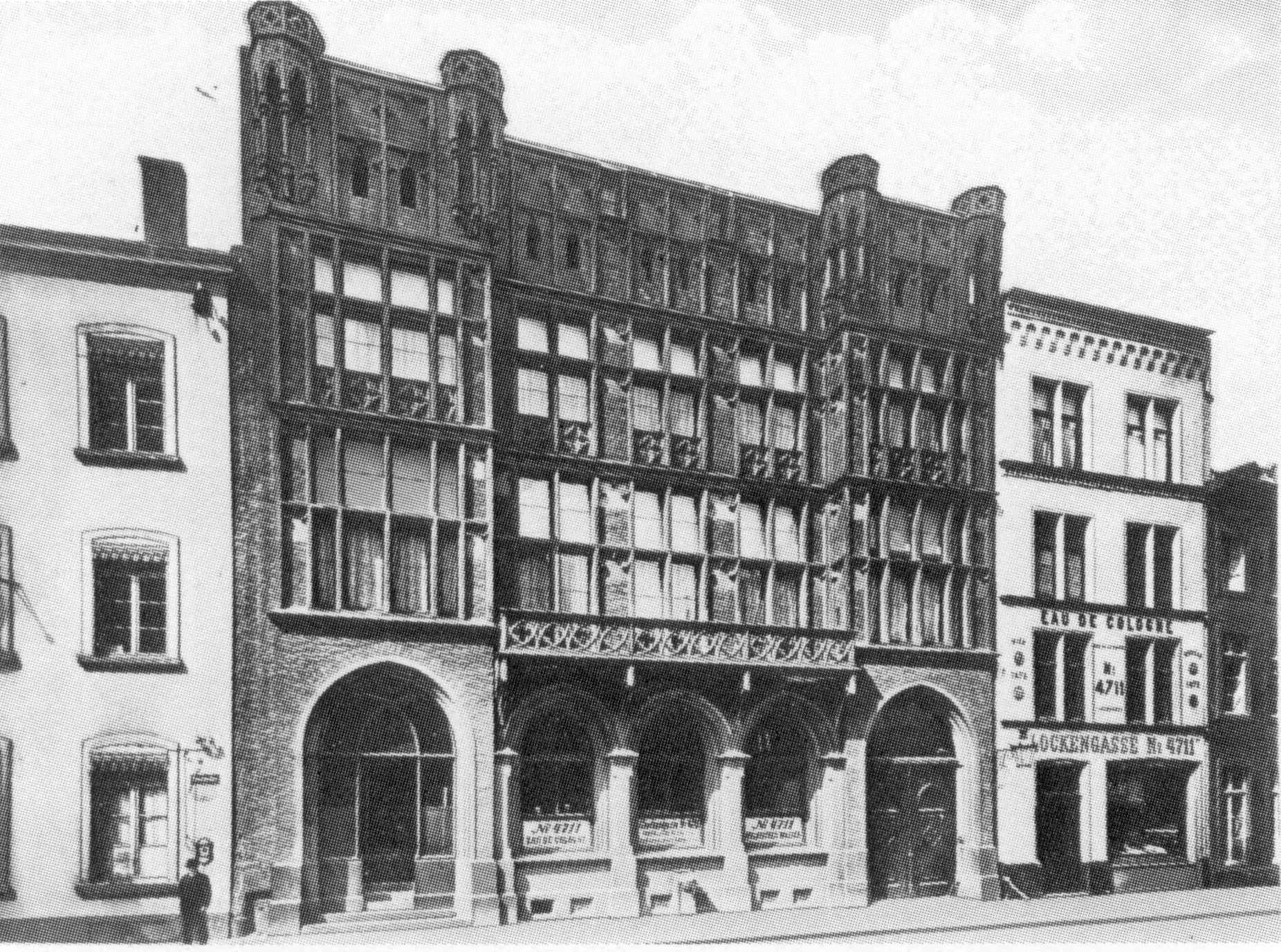
Glockengasse Nr. 24-28 nell´anno 1864

Il tipografo Heinrich Josef Metternich (membro del Consiglio) chiede l'autorizzazione per pubblicare un libro degli indirizzi, che deve contenere tra l'altro i numeri civici assegnati nel frattempo alle abitazioni, e per il rilevamento dei dati necessari alla sua composizione. Sottolinea inoltre che " per mezzo dell´apparato di polizia istituito da Vossignoria... sono state registrate e numerate tutte le abitazioni della città per ordine dei colonnelli".
Dalle informazioni reperibili nel secondo libro degli indirizzi di Colonia del 1797, si può venire a conoscenza del fatto che, nella casa situata nella Glockengasse la quale ha ricevuto il numero 4711, risiede la vedova di Wilhelm von Lemmen.
Solo nel terzo libro degli indirizzi di Colonia del 1797 viene citato Mühlens come residente e per quanto riguarda la sua professione si legge: "commercio di speculazione". Non viene ancora citato fra i produttori dell´Acqua di Colonia nel registro del settore.
Nel 1811 la numerazione esistente venne annullata e venne riformulata strada per strada, come si fa tuttora. L'abitazione nella Glockengasse numero 4711 ricevette così il numero 12.

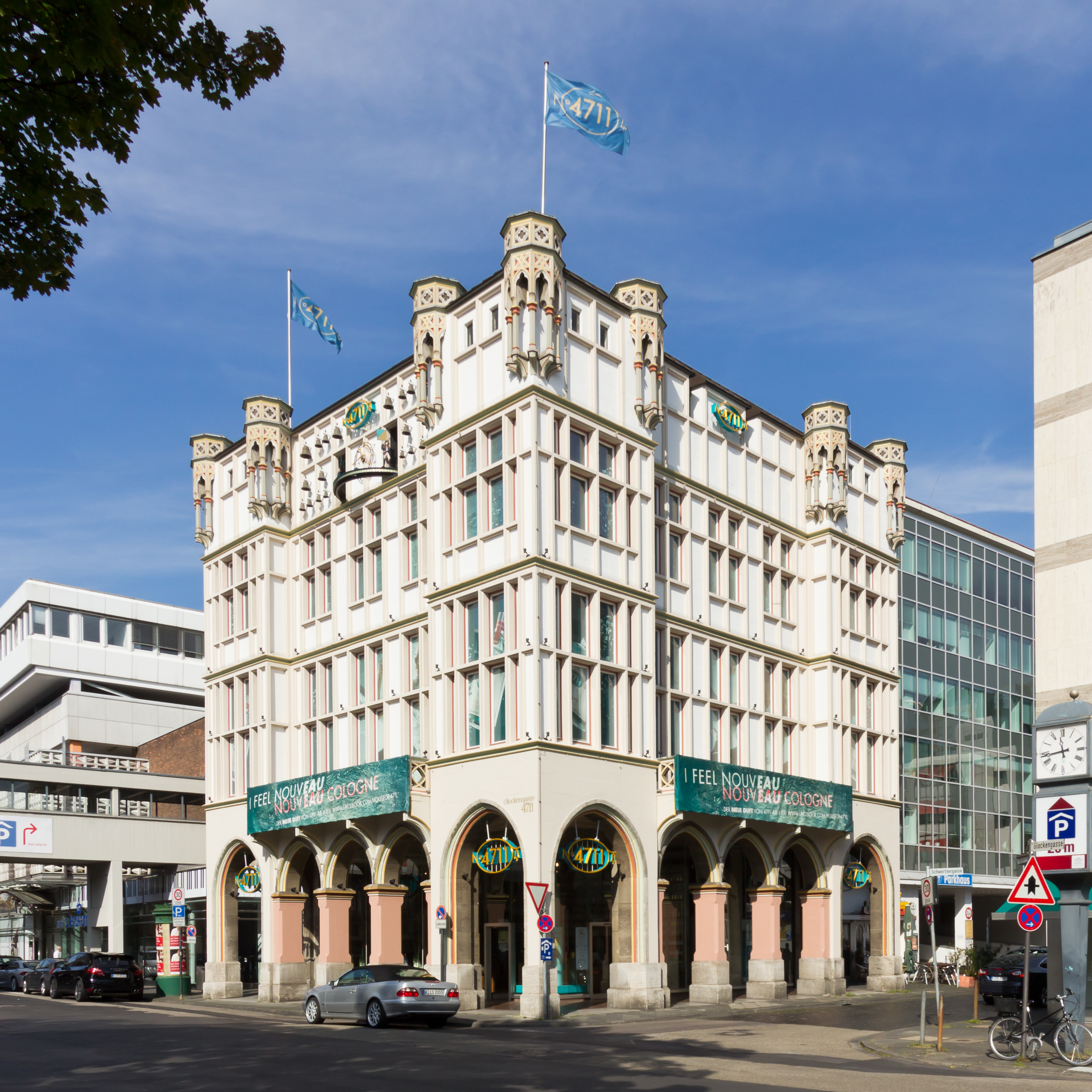
Nuova sede dal 1963 nella Glockengasse 4 Ecke Schwertnergasse 1, Colonia

Nella prefazione del libro francese degli indirizzi del 1813, l'editore Thiriart afferma che, prima dell´arrivo dei francesi, non era presente a Colonia alcuna numerazione civica ("inconnu à Cologne avant l'arrivée des armées francaises au bord du Rhin"), ordinata nel 1795. Qui inizia la creazione di leggende.
Nel 1854 Peter Joseph Mülhens si trasferisce dalla sede nella Glockengasse 12 nella nuova sede dalla facciata neogotica della Glockengasse 26-28. La casa numero 12, che nel 1794 aveva ricevuto il numero civico 4711, rimaneva dunque vuota e venne in seguito venduta e rasa al suolo.
Nel 1943 l'abitazione della Glockengasse 26-28 fu completamente distrutta dalle bombe lanciate sulla città.
Nel 1963 venne ricostruita l'azienda sullo stile del precedente edificio, prima che fosse distrutto durante la guerra, nella nuova sede all´angolo fra la Schwertnergasse 1 e la Glockengasse 4. La facciata neogotica venne prolungata oltre l'angolo per mezzo di portici.
La foto raffigurante l'ufficiale francese a cavallo mentre scrive il numero civico 4711 sulla facciata dell´abitazione della Glockengasse è in realtà un'immagine pubblicitaria.
Il modello dal quale venne ripresa era un gobelin fatto fare su commissione nel 1950 il quale trovò grandissima diffusione fra gli anni ´50 e ´60.